# Medford (Oklahoma)
Medford è un comune degli Stati Uniti d'America, situato nello Stato dell'Oklahoma, nella contea di Grant, della quale è il capoluogo.